# Anomala malaisei
Anomala malaisei är en skalbaggsart som beskrevs av Renaud Maurice Adrien Paulian 1959. Anomala malaisei ingår i släktet Anomala och familjen Rutelidae. Inga underarter finns listade i Catalogue of Life.